# Черна овесарка
Черна овесарка (Calamospiza melanocorys) е вид птица от семейство Овесаркови (Emberizidae), единствен представител на род Calamospiza.

## Разпространение
Видът е разпространен в Канада, Мексико и САЩ.